# Публічно-правовий спір
Публі́чно-правови́й спір — заснований на публічному праві спір між двома чи більше учасниками правовідносин, в яких хоча б однією зі сторін є суб'єкт владних повноважень (орган державної влади, орган місцевого самоврядування, їхня посадова чи службова особа, інший суб'єкт при здійсненні ними владних управлінських функцій на основі законодавства, в тому числі на виконання делегованих повноважень).
Публічно-правовий спір відрізняється від приватно-правового тим, що публічно-правова позовна вимога зв'язана з положеннями публічного права. «У той час як до приватного права належать законодавчі норми, які ґрунтуються на принципі рівності прав, до публічного права належать законодавчі норми, які визначають привілейоване право держави чи іншого представника державної влади… [У публічно-правових спорах] держава здебільшого виступає щодо громадянина не як рівноправна сторона у договорі, а як носій суверенної влади, який може наказувати або забороняти громадянину чи підприємству певну поведінку, надавати дозвіл на певну діяльність чи, навпаки, скасовує раніше наданий дозвіл».

## Ознаки публічно-правових спорів
Публічно-правовий спір є видом правового спору, для якого характерні наступні ознаки:
1. спір виникає з публічно-правових відносин;
2. сторонами спору є суб'єкти публічно-правових відносин, серед яких особливим правовим статусом наділені органи публічної адміністрації;
3. сфера виникнення спору зумовлена реалізацією публічного інтересу;
4. предметом спору є рішення, дії чи бездіяльність суб'єктів публічно-правових відносин, які порушують або можуть порушити права, свободи та інтереси інших суб'єктів[2].

Публічна адміністрація визначається в літературі як певним чином побудована система органів державної виконавчої влади та виконавчих органів місцевого самоврядування, підприємства, установи, організації та інші суб'єкти, наділені адміністративно-управлінськими функціями.
Основним критерієм, який визначає сферу публічно-правових відносин, а отже і сферу виникнення публічно-правових спорів, є публічний інтерес. У загальних рисах публічний інтерес можна визначити як необхідність забезпечити блага, які мають важливе значення для суспільства чи територіальної громади. Зокрема, публічний інтерес може полягати у створенні кращих умов для фізичних та юридичних осіб з метою реалізації їх прав та обов'язків. До прикладу, забороняючи будівництво підприємства, що негативно впливатиме на стан навколишнього природного середовища, орган публічної адміністрації повинен створити умови для повноцінної реалізації конституційного права на безпечне для життя і здоров'я довкілля усім мешканцям відповідної адміністративно-територіальної одиниці. Таким чином, зміст публічного інтересу проявляється у забезпеченні прав, свобод й інтересів фізичних і юридичних осіб та виконанні обов'язків контролю з боку публічної адміністрації за дотриманням цих прав.

## Види публічно-правових спорів
Поняття публічно-правового спору ввійшло до українського законодавства з прийняттям Кодексу адміністративного судочинства України 6 липня 2005 року. Проте не всі публічно-правові спори розглядаються адміністративними судами. Спираючись на статтю 17 КАСУ, можна виділити наступні види публічно-правових спорів:

а) ті, на яких поширюється юрисдикція адміністративних судів
Їх неповний перелік приведений у ст. 19 КАСУ:
1) спори фізичних чи юридичних осіб із суб'єктом владних повноважень щодо оскарження його рішень (нормативно-правових актів чи правових актів індивідуальної дії), дій чи бездіяльності;
2) спори з приводу прийняття громадян на публічну службу, її проходження, звільнення з публічної служби;
3) спори між суб'єктами владних повноважень з приводу реалізації їхньої компетенції у сфері управління, у тому числі делегованих повноважень;
4) спори, що виникають з приводу укладання, виконання, припинення, скасування чи визнання нечинними адміністративних договорів;
5) спори за зверненням суб'єкта владних повноважень у випадках, встановлених Конституцією та законами України;
6) спори щодо правовідносин, пов'язаних з виборчим процесом чи процесом референдуму.

б) ті, що віднесені до юрисдикції Конституційного Суду України
Щодо повноважень Конституційного Суду України див. статті 150–152 Конституції України та статті 13-15 Закону України «Про Конституційний Суд України»

в) ті, що належить вирішувати в порядку кримінального судочинства
Зокрема, шляхом подання цивільного позову в кримінальній справі у визначених законом випадках.

г) про накладення адміністративних стягнень
Підвідомчість справ про адміністративні правопорушення визначена главою 17 Розділу ІІІ Кодексу України про адміністративні правопорушення
ґ) щодо відносин, які відповідно до закону, статуту (положення) об'єднання громадян віднесені до його внутрішньої діяльності або виключної компетенції.

д) Окремі правники звертають увагу, що публічно-правові спори можуть вирішуватися також в порядку господарського судочинства.
Наприклад, статтею 60 Закону України «Про захист економічної конкуренції» передбачено, що оскаржити рішення органів Антимонопольного комітету України можна до господарського суду у двомісячний строк з дня одержання рішення.

## Критика
Почасти непросто відрізнити публічно-правовий спір від господарського. «Із введенням у дію Кодексу адміністративного судочинства України — зазначають Д. Притика й О. Шустік — єдині за своєю правовою природою господарські спори розділені між судами двох різних юрисдикцій — адміністративними та господарськими… Нечітка визначеність підсудності справ призводить до випадків, коли один і той самий спір може розглядатись різними судами. Це створює підґрунтя для різного роду рейдерських схем, а також інших зловживань процесуальними правами, аналогічних тим, що нині мають місце в корпоративних спорах. На переконання багатьох вчених та фахівців-правознавців [ В. Б. Авер'янов та ін. ], головною причиною проблеми є неврахування різного призначення адміністративного та господарського судочинств».
Каменем спотикання між адміністративним і господарським судочинствами стали податкові спори. В Україні вони розглядаються і вирішуються адміністративними судами як публічно-правові. У ФРН, наприклад, розгляд спорів, пов'язаних із сплатою податків, належить до компетенції фінансових судів, а не до компетенції адміністративної юстиції. Остання створена для розгляду скарг фізичних і юридичних осіб на дії й акти органів державного управління.
На цей час законодавцем не визначено, за якими правилами повинні розглядатись справи у спорах, які, завдяки участі в них суб'єкта владних повноважень, мають певні ознаки публічно-правового спору, але за змістом спірних відносин є, безумовно, господарськими. Така нечіткість породжується, серед іншого, і відсутністю легального визначення понять «публічно-правовий спір» та «владні управлінські функції» для цілей КАСУ.